# استاروکوستیوو
استاروکوستیوو (به لاتین: Starokosteyevo) یک منطقهٔ مسکونی در روسیه است که در باشقیرستان واقع شده‌است.